# Rue Rast-Maupas
La rue Rast-Maupas est une rue du quartier des pentes de la Croix-Rousse dans le 1er arrondissement de Lyon, en France.

## Situation et accès
C'est une rue très courte qui commence rue de Crimée et se termine en cul-de-sac. Le stationnement se fait d'un seul côté.

## Origine du nom
La rue doit son nom à Jean-Louis Rast-Maupas (1731-1821) agronome fondateur de la condition des soies. Il est le frère de Jean-Baptiste Rast de Maupas (1732-1810) médecin membre de l'académie des sciences, belles-lettres et arts de Lyon.

## Histoire
Il y avait autrefois, sur les pentes de la Croix-Rousse, des propriétés qui portaient le nom de clos comme le Clos Riondel ou le Clos Flandrin. En 1847, le Clos Flandrin est morcelé en différents logements.
Des voies sont créées qui prennent le nom de Clos Flandrin selon l'orientation géographique. Il y a ainsi la rue du Clos-Flandrin (l'actuelle rue de Crimée), la rue au levant du Clos-Flandrin (rue Jean-Baptiste-Say), la rue au couchant du Clos-Flandrin (rue Raymond). Toutes ces rues changent de nom le 30 avril 1858 par délibéré du conseil municipal et la rue au centre du Clos-Flandrin reçoit le nom de rue Rast-Maupas.